# HD 75149
HD 75149 è una stella supergigante azzurra di magnitudine 5,47 situata nella costellazione delle Vele. Si trova a grande distanza dalla Terra ed esiste enorme incertezza sulla distanza della stella, in quanto la misurazione della parallasse del satellite Hipparcos non è attendibile per stelle che si trovano a migliaia di anni luce come HD 75149; una stima media della distanza della stella tra quelle proposte da vari studi la pone a circa 1800 parsec dal sistema solare, equivalenti a 5870 anni luce dalla Terra.

## Osservazione
Si tratta di una stella situata nell'emisfero celeste australe. La sua posizione moderatamente australe fa sì che questa stella sia osservabile specialmente dall'emisfero sud, in cui si mostra alta nel cielo nella fascia temperata; dall'emisfero boreale la sua osservazione risulta invece più penalizzata, specialmente al di fuori della sua fascia tropicale. La sua magnitudine pari a 5,5 fa sì che possa essere scorta solo con un cielo sufficientemente libero dagli effetti dell'inquinamento luminoso.
Il periodo migliore per la sua osservazione nel cielo serale ricade nei mesi compresi fra dicembre e maggio; nell'emisfero sud è visibile anche all'inizio dell'inverno, grazie alla declinazione australe della stella, mentre nell'emisfero nord può essere osservata limitatamente durante i mesi della tarda estate boreale.

## Caratteristiche fisiche
La stella è una azzurra di tipo spettrale B3Ia, classificata come variabile Alfa Cygni, con una variazione della luminosità di 0,05 magnitudini durante un periodo di 1,086 giorni.
possiede una magnitudine assoluta di -4,55 e la sua velocità radiale positiva indica che la stella si sta allontanando dal sistema solare.